# 카오스온라인
카오스 온라인(Chaosonline)은 네오액트에서 개발하고 세시소프트, 넥슨이 서비스했던 멀티플레이어 온라인 배틀 아레나 장르의 게임이다. 2011년 11월 29일 오픈베타를 시작했으나 7년 후인 2018년 6월 29일에 서비스가 종료되었다.
워크래프트 3 유즈맵인 DoTA에서 파생된 CHAOS를 바탕으로 만들어졌으며, 후기 제작자인 하늘섬이 개발에 참여하였다. 카오스의 핵심이었던 마법 면역 물약 / 연쇄 마법 해제 지팡이 등의 시스템을 사용하였으며 대부분의 카오스 영웅들을 그대로 게임에 반영시켰다. 그리고 카오스 온라인만의 새로운 영웅도 다수 추가되었다. 카오스에서 센티널 / 스콜지였던 대립구도를 신성연합/불사군단의 대립구도로 변형시켰으며 신성연합은 55명, 불사군단은 56명의 영웅이 있고 그중에 양 진영 모두에서 선택 가능한 리버스 영웅이 총 20명 존재했다.
기본적으로는 2~10명이 게임에 참여하여 상대방의 건물을 부수는 공성전 형식으로 진행되며 3개의 라인(길) 을 통해 양 진영당 6개씩 있는 배럭에서 생성된 병사들이 전진한다. 12시(탑) 라인/센터라인/6시 라인으로 나뉘며 5명의 영웅 중 3명은 라인에서 성장을 하고 나머지 2명의 영웅은 크립이라 불리는 중립 몬스터들을 사냥하며 성장을 하게 되었다. 각 라인에는 모두 최초 2개의 타워, 1개의 파수병기, 2개의 배럭이 존재하고, 진영당 1개의 수호신이 있었다. 상대 진영에 있는 3개의 파수병기를 파괴하면 수호신을 공격할 수 있으며, 모든 배럭을 파괴하면 최종 거점을 지키고 있는 최후 타워를 파괴할 수 있게 되었다. 최후 타워 2개를 파괴하고 최종 거점을 파괴하면 승리하는 것이었다.

## 2012년 5월 8일
'데스매치' 모드가 새로 패치 되었다. 데스매치 모드는 AOS에서 공성전 요소를 제외한 모드로, 신규 전장 ‘생명수의 성지’에서 즐길 수 있었다. 개인의 킬과 데스에 더 무게를 둔 방식으로, 종합 50kill을 먼저 달성하는 진영이 승리하게 되었다.
데스매치 모드는 제한시간 15분간 진행되었다. 모든 영웅은 12레벨에서부터 시작하며, 생명수의 성지에는 병사나 중립 몬스터가 존재하지 않았다. 따라서 상대 진영의 적 영웅을 처치하면서 능력을 키워나가야 한다. 또한 기존의 공식대전 방식과는 다르게 팀 간의 역할 분담보다는 개인의 상황 판단과 순간적인 대처 능력이 매우 중요하게 작용하여 보다 직관적이고 속도감 넘치는 짜릿한 대결을 즐길 수 있었다.
기존의 공성전 맵인 ‘혼돈의 숲’에서와는 다르게 소모품을 구매할 수 없는 대신 전장의 전역에 일정 시간 생성되는 ‘룬’을 획득함으로 흥미진진한 전투를 경험할 수 있었다. 룬은 ‘체력의 룬’, ‘마력의 룬’ 외에도 강력한 버프 효과를 부여해 불리한 전세를 순식간에 뒤집을 수 있는 능력을 지닌 ‘축복의 룬’까지 매우 다양해 데스매치의 묘미를 더해주며, 이를 통해 AOS 게임을 처음 접하는 유저들도 쉽게 흥미를 느낄 수 있을 수 있었다.
개발을 총괄하는 정극민 PD는 “최근 AOS 게임의 이용이 크게 증가하긴 했지만 아직도 AOS 게임을 플레이하는 것에 부담을 느끼시는 분이 많아 캐주얼한 방식의 모드를 고안해 보았다"라며, “AOS 게임을 처음 시작하시는 분들도 쉽게 적응하고 흥미롭게 즐길 수 있는 데스매치 모드에 많은 사랑 부탁드린다"라고 전했다.

## 2014년 5월 1일
기존의 게임 픽 룰이었던 고정진영 2랜덤 3셀렉픽의 규칙을 수정하여 대회용으로는 모든진영픽 가능, 랭킹 게임에서는 고정 진영 3밴픽 교차선택룰,일반 게임(공식대전, 초보자 대전)에서는 고정 진영 자유선택픽룰을 가지고 있었다.게임 내에서의 시스템도 변화해서 3명의 라이너와 2명의 정글러가 아닌 3개의 라인에 5명의 라이너가 2/2/1로 배치되었으며 최종 승리 조건에는 변화가 없었다.
일본의 세가와의 콜라보레이션 캐릭터들인 프리미엄 캐릭터들(길티기어, 블레이블루, 전장의 발큐리아)이 생겼으며, 캐릭 자체의 기량적인 면으로는 기존 영웅들을 상회하나 조합적인 면으로써는 약세를 보였다.

## 2014년 10월 14일
액트 3 시공의 균열이 시작되면서 크리핑 플레이가 부활하여 각 라이너 영웅 3명과 2명의 크리핑 영웅으로 되돌아갔으며 게임시간 매 8분 30초마다 생성되는 슈퍼 크립인 대괴수 가 추가되었고,대괴수는 마지막 타격을 가한 영웅의 진영으로 부활하여 공성을 도와줌으로써 대괴수를 먹기 위한 반강제적인 한타가 벌어지게 되었다. 이로써 지루하게 늘어질 수 있었던 중반 타이밍에도 긴장을 늦출 수 없게 되었다.